# Georges Condat
Georges Mahaman(e) Condat (* 16. Juni 1924 in Maradi; † 25. Oktober 2012 in Niamey) war ein französisch-nigrischer Politiker und Diplomat.

## Leben
Georges Condat war der Sohn eines französischen Kolonialbeamten, der in Maradi im damals französischen Niger arbeitete, und einer nigrischen Mutter. Er ging von 1933 bis 1936 am Foyer des Métis („Mestizen-Heim“) in Zinder zur Schule. 1944 absolvierte er die École normale William Ponty in Sébikotane und leistete anschließend von 1944 bis 1945 Militärdienst. Beruflich war er zunächst als Vorarbeiter im Institut français d’Afrique Noire in Dakar tätig, danach im nigrischen Nationalarchiv.
Condat wurde 1948 Parteivorsitzender der neugegründeten profranzösischen Partei Union unabhängiger Nigrer und Sympathisanten (UNIS). Niger war seit 1946 mit einem Abgeordneten – Hamani Diori von der Nigrischen Fortschrittspartei (PPN-RDA) – in der französischen Nationalversammlung vertreten. Als 1948 Niger ein zweiter Abgeordneter zugestanden wurde, gewann Georges Condat die Wahl. Er schloss sich der Fraktion Indépendants d’outre-mer an und wurde Mitglied der Parlamentsausschüsse für industrielle Produktion, für das allgemeine Wahlrecht und für Bildung. 1951 wurde er wiedergewählt, der zweite nigrische Sitz ging mit Ikhia Zodi diesmal ebenfalls an ein UNIS-Parteimitglied. Condat war nun Mitglied der Fraktion UDSR und der Parlamentsausschüsse für Pensionen, für wirtschaftliche Angelegenheiten und für Presse. Unzufrieden mit der unkooperativen Haltung seiner Partei gegenüber Diori Hamanis PPN-RDA, spaltete er sich 1953 mit der Partei Nigrische Fortschrittliche Union (UPN) von der UNIS ab. Die UPN fusionierte 1955 mit weiteren ehemaligen UNIS-Mitgliedern zur Partei Nigrischer Aktionsblock (BNA), erneut mit Condat als Parteivorsitzendem. 1956 schaffte es Condat ein drittes Mal in Folge in die Nationalversammlung gewählt zu werden. Weiterhin UDSR-Fraktionsmitglied, war er zunächst im Parlamentsausschuss für industrielle Produktion, dann in jenem für die Überseeterritorien tätig. Im selben Jahr schloss sich der BNA mit der Nigrischen Demokratischen Union (UDN) zu einer neuen Partei zusammen, dem Sawaba unter der Führung von Djibo Bakary. Der Sawaba gewann die Wahlen zur Territorialversammlung in Niger 1957. Condat war daraufhin Parlamentspräsident der nigrischen Territorialversammlung, bis diese 1958 aufgelöst wurde. Bei den Neuwahlen von 1958 wurde er als Abgeordneter von Tessaoua in die Territorialversammlung gewählt, diese Wahl aber 1959 für ungültig erklärt und der Sawaba verboten. Im selben Jahr endete Condats Mandat in der französischen Nationalversammlung.
Der PPN-RDA führte Niger 1960 als Einheitspartei in die Unabhängigkeit, mit Hamani Diori als Staatspräsidenten. Georges Condat schloss sich nicht der Rebellion des verbotenen Sawaba an, sondern entschloss sich zu einer Zusammenarbeit mit dem PPN-RDA. Er wechselte in den diplomatischen Dienst. Er war von 1962 bis 1964 Botschafter Nigers in Deutschland, Belgien, den Niederlanden und Luxemburg sowie bei den Europäischen Gemeinschaften. Von 1970 bis 1972 war er Botschafter in den Vereinigten Staaten und Ständiger Vertreter Nigers bei den Vereinten Nationen in New York. 1972 entsandte ihn die Regierung als Vertreter Nigers zum African Groundnut Council nach Lagos. Zwei Jahre nachdem Hamani Diori durch einen Militärputsch abgesetzt worden war, wurde Georges Condat 1976 in den Ruhestand gezwungen. Er lebte danach in Niamey, der Hauptstadt Nigers, wo er 2012 im Alter von 88 Jahren starb.